# Tom Henning Øvrebø
Tom Henning Øvrebø (Oslo, 26 de junho de 1966) é um árbitro de futebol da Noruega, que apitou partidas na Taça UEFA e Liga dos Campeões da UEFA. Ele trabalha como psicólogo fora do futebol. Houve, em algumas ocasiões, críticas ao seu desempenho durante o Euro 2008 e a Liga dos Campeões de 2009.
Ele foi pré-selecionado como um árbitro para a fase final da Copa do Mundo FIFA de 2010 na África do Sul.